# Orion 23
Orion 23 oder Orion 2023 war ein Manöver der französischen Streitkräfte mit anderen Streitkräften der NATO. Im Französischen steht Orion für Operation de grande envergure pour des armées résilientes, interopérables, orientées vers le combat de haute intensité et novatrices, was man mit Groß angelegte Operation für widerstandsfähige, interoperable, auf hoch intensiven Kampf orientierte und innovative Armeen übersetzen kann. Im Englischen wird die Übung als „Large-scale Operation for Resilient, Interoperable, high-intensity combat-Oriented and INnovative armed forces“ bezeichnet. Die Übung dauerte von Mai 2022 bis Mai 2023 und war in vier Phasen unterteilt. Es war das größte Manöver in Frankreich seit 1987.
Das fiktive Übungsszenario war, dass ein Staat mit dem Namen Mercure seinen Nachbarstaat Arnland beeinflussen will. Dabei unterstützt Mercure die Miliz „Tantale“, um den Süden von Arnland zu destabilisieren. Mercure fährt zusätzlich auch Truppen an der gemeinsamen Grenze auf. Außerdem stört der Aggressor die Kommunikation, führt Desinformationsoperationen durch und verhängt Blockaden zu Land, im Meer und in der Luft. All das schwächt Arnland. Ab hier beginnt die Übung (Orion Phase 1). Frankreich entsendet daraufhin eine Notfalltruppe, die Orion Phase 2. Es folgt eine politisch-militärische Reaktion, die Orion Phase 3. Schließlich wird eine Koalition gegen Mercure gebildet, die in ihrer Art einer NATO- oder UN-Mission ähnelt (Phase 4).

## Teilnehmer
Auszüge der beteiligten Einheiten und Nationen:
- Französische Streitkräfte
  - commandement pour les opérations interarmées (CPOIA)[1]
  - Rapid Reaction Corps France[1]
  - 3e division (Kommandoposten)[1]
  - 2e brigade blindée[1]
  - 6e Brigade légère blindée[4]
  - 11e brigade parachutiste[1]
  - Deutsch-Französische Brigade[3]
    - 3e régiment de hussards[5]

  - 8e régiment de parachutistes d’infanterie de marine[6]
  - 3e régiment du génie[5]
  - Groupe aéronaval (GAN)[1]
    - Charles de Gaulle[7]

  - Tonerre[7]
  - Dixmude[7]
- Britische Streitkräfte
  - 2nd Bataillon Royal Gurkha Rifles[6]
  - RAF Air Mobility Force[6]
- Bundeswehr
  - Deutsch-Französische Brigade[3]
    - Jägerbataillon 292
- Spanische Streitkräfte
  - Juan Carlos I[7]
  - Blas de Lezo[7]
  - Tramontana[7]
- Streitkräfte der Vereinigten Staaten[2]
  - 34th Red Bull Infantry Division (Einzelne Soldaten)[8]
  - 1st Armored Brigade (Einzelne Soldaten)[8]
- Streitkräfte Belgiens[2]
- Streitkräfte der Niederlande[2]
- Streitkräfte Italiens[2]
- Streitkräfte Griechenlands[9]
- Streitkräfte Indiens[10][11]